# Herb gminy Koczała
Herb gminy Koczała – jeden z symboli gminy Koczała, ustanowiony 29 maja 2018.

## Wygląd i symbolika
Herb przedstawia na tarczy w polu błękitnym z prawej strony srebrną lilijkę, symbolizującą Najświętszą Maryję Pannę, a z lewej złotą balsaminkę – symbol Marii Magdaleny.